# Makossa
Makossa ist die Bezeichnung für eine Tanzmusikrichtung, die am populärsten in den urbanen Gegenden Kameruns ist. 
Makossa leitet sich ab von einem Duala-Tanz, der kossa genannt wird, hat aber deutliche Einflüsse aus dem älteren Ambasse Bey aufgenommen, aber auch aus Jazz, Latin, Highlife und Rumba. Anders als der Soukous beinhaltet der Makossa einen stärkeren, funk-artigen Bassrhythmus, der durch einen Auftakt charakterisiert ist, und hat eine dominante Bläser-Sektion. Er beruht deutlich auf dem Prinzip des Call and Response, wobei ein weiblicher Chor oder die Bläser dem Sänger antworten. 
Zwar begann die Entwicklung des Stiles bereits in den 1950ern, doch die ersten Plattenaufnahmen wurden erst ein Jahrzehnt später gemacht und veröffentlicht. Musiker wie Eboa Lotin, Misse Ngoh und besonders Manu Dibango machten diesen Musikstil auch außerhalb des Kamerun bekannt. Dibangos Stück Soul Makossa (1972) wurde ein globaler Hit und verkaufte sich mehr als 2 Millionen Mal. 
Makassi ist eine leichtere Variante der Makossa. Sam Fan Thomas entwickelte und popularisierte Makassi während der Mitte der 1980er. Besonders populär ist auch Moni Bile. Im Kamerun gibt es mehrere hundert Stars wie Richard Bona oder Petit Pays, die mit dem Makossa verbunden werden und den Stil weiter entwickelt haben. Wolfgang Bender weist besonders auf den Gitarristen Toto Guillaume hin. Der Gesangsstar Dina Bell lehnt sich auch stimmlich stark an Dibango an. Tala André-Maries Komposition Hot Cookie hat James Browns Album Everybody's Doin' the Hustle & Dead on the Double Bump beeinflusst.